# Терре-ді-Педемонте
Терре-ді-Педемонте (італ. Terre di Pedemonte) — громада  в Швейцарії в кантоні Тічино, округ Локарно.

## Географія
Громада розташована на відстані близько 130 км на південний схід від Берна, 23 км на захід від Беллінцони.
Терре-ді-Педемонте має площу 11,6 км², з яких на 10,8% дозволяється будівництво (житлове та будівництво доріг), 6,1% використовуються в сільськогосподарських цілях, 69,7% зайнято лісами, 13,4% не є продуктивними (річки, льодовики або гори).

## Демографія
2019 року в громаді мешкало 2625 осіб (+4% порівняно з 2010 роком), іноземців було 11,3%. Густота населення становила 226 осіб/км².
За віковим діапазоном населення розподілялося таким чином: 18,9% — особи молодші 20 років, 57,7% — особи у віці 20—64 років, 23,4% — особи у віці 65 років та старші. Було 1141 помешкань (у середньому 2,3 особи в помешканні).
Із загальної кількості 663 працюючих 19 було зайнятих в первинному секторі, 190 — в обробній промисловості, 454 — в галузі послуг.